# Anna Rędzia
Anna Rędzia (ur. 2 października 1996) – polska piłkarka, grająca na pozycji pomocniczki. Występuje w drużynie UKS SMS Łódź. W 2013 r. zdobyła z reprezentacją Polski mistrzostwo Europy do lat 17.
Pochodząca z Woli Bierwieckiej pod Jedlińskiem zawodniczka grę w piłkę nożną rozpoczynała w zespole Mirax Bierwce, trenując z męskim zespołem. Pierwszym klubem żeńskim było Zamłynie Radom. Profesjonalną karierę piłkarka zaczynała zatem u boku trenera Andrzeja Pluty. Następnie pomocniczka przeszła do Sportowej Czwórki Radom, gdzie za wytrenowanie odpowiada dwójka szkoleniowców: Marcin Brodecki i Wojciech Pawłowski. Na rozegranych w czerwcu 2013 r. Mistrzostwach Europy do lat 17 zdobyła wraz z reprezentacją Polski U-17 złote medale, będąc jednym z głównych filarów drużyny. We wszystkich potyczkach piłkarka rozegrała pełne 90 minut.
Ukończyła fizjoterapię na poznańskim AWF. Ponadto, jest zawodniczką w grze w beach soccera w Lady Grembach Łódź, z którym w 2019 roku wywalczyła wicemistrzostwo świata, a w sierpniu 2020 r. mistrzostwo Polski.